# Großer Preis von Baden-Baden (Radsport)
Das Straßenradrennen Großer Preis von Baden-Baden war ein deutscher Radsportwettbewerb für Berufsfahrer, der als Paarzeitfahren veranstaltet wurde.

## Geschichte
Der Große Preis von Baden-Baden wurde 1968 begründet und fand bis 1971 rund um die Stadt Baden-Baden in Baden-Württemberg statt. Am Start waren Zweier-Mannschaften, die zu dem Rennen eingeladen wurden. Die Tradition des Rennens wurde später mit der LuK Challenge fortgeführt.

## Palmarès
- 1968  Vittorio Adorni /  Ferdinand Bracke
- 1969  Herman van Springel /  Roger De Vlaeminck
- 1970 nicht ausgetragen
- 1971  Herman van Springel /  Eddy Merckx